# Edifici al carrer Notari Roca Sastre, 18 (Guissona)
L'Edifici al carrer Notari Roca Sastre, 18 és una obra de Guissona (Segarra) protegida com a Bé Cultural d'Interès Local.

## Descripció
Es tracta d'un edifici modernista de pedra que consta de dues plantes i golfes. La planta baixa té tres arcs rebaixats un dels quals està tapiat. El de la dreta, amb una porta de fusta i vidre dona accés a la planta primera. Aquesta presenta tres obertures balconeres, les laterals amb arc rebaixat i la central amb llinda de pedra. Quatre pilastres decoratives segmenten la façana fins superar la coberta. Una petita cornisa separa aquesta planta de les golfes amb sis obertures quadrades agrupades de dos en dos damunt les obertures inferiors. La coberta es recolza en mènsules de maons.